# ماكيا: عندما تزهر زهرة الوعد
ماكيا: عندما تزهر زهرة الوعد (さよならの朝に約束の花をかざろう، 'روماجي:"Sayonara no Asa ni Yakusoku no Hana o Kazarō"، بالعربية:"فلنزيّن زهور الوعد في صباح الوداع") مختصر رسميا إلى さよ朝 (روماجي:Sayoasa) هو فيلم فانتازيا ياباني إنتاج سنة 2018 من إخراج وكتابة ماري اوكادا وإنتاج P.A.Works وتصميم للشخصيات أكيهيكو يوشيدا وموسيقى كينجي كاواي.
تم الإفراج عن الفيلم في اليابان بتاريخ 24 فبراير 2018، أما خارج اليابان فكان بتاريخ 04 مارس 2018.

## الحكاية
الهيبوليون قبيلة الوحيدين تسمى هكذا لان شعبها لا يكبرون ولا يمكنهم معاشرة البشر. لذلك حاول الملك ان يطغى وفي محاولته لكشف سر القبيلة عاث فسادا وقتل اهلها ولم يبقى الا القليل اما ماكيا وهي إحدى فتيات القبيلة فقد نجت بطريقة ما والتقت برضيع قد ولد حديثا فقررت الاعتناء به رغم انه ممنوع عليها معاشرة البشر القصة تدور حول ماكيا الفتاة التي لاتكبر وايريال الطفل البشري الذي يكبر. قصة محزنة ولكنها تحتوي عبرا رائع كما انها مؤثرة

## الشخصيات
ماكيا
أداء صوتي: ماناكا إيوامي
إيريال
أداء صوتي: ميو إيرينو
ليليا
أداء صوتي: أي كايانو
كلير
أداء صوتي: يوكي كاجي
راشين
أداء صوتي: ميوكي ساواشيرو
لانغ
أداء صوتي: يوشيماسا هوسويا
ميدو
أداء صوتي: رينا ساتو
تيتا
أداء صوتي: يوكو هيكاسا
ميدميل
أداء صوتي: ميساكي كونو
إيزول|
أداء صوتي: توموكازو سوغيتا
بارو
أداء صوتي: هيرواكي هيراتا

## مواقع خارجية
- الموقع الرسمي
- Maquia: When the Promised Flower Blooms في شبكة أخبار الأنمي
- ماكيا: عندما تزهر زهرة الوعد على موقع IMDb (الإنجليزية)
- ماكيا: عندما تزهر زهرة الوعد على موقع ميتاكريتيك (الإنجليزية)
- ماكيا: عندما تزهر زهرة الوعد على موقع روتن توميتوز (الإنجليزية)
- ماكيا: عندما تزهر زهرة الوعد على موقع أول موفي (الإنجليزية)
- ماكيا: عندما تزهر زهرة الوعد على موقع فيلمافينيتي (الإسبانية)
- ماكيا: عندما تزهر زهرة الوعد على موقع قاعدة بيانات الفيلم (الإنجليزية)
- ماكيا: عندما تزهر زهرة الوعد على موقع ليتربوكسد (الإنجليزية)
- ماكيا: عندما تزهر زهرة الوعد على موقع كينوبويسك (الروسية)
- ماكيا: عندما تزهر زهرة الوعد على موقع ANN anime (الإنجليزية)